# Wolfgang Kube
Wolfgang Kube (* 9. Februar 1937 in Holzweißig (heute zu Bitterfeld); † 7. Oktober 2023 in Tiefenort) war ein deutscher Fußballspieler, der von 1968 bis 1973 im thüringischen Tiefenort Zweitligafußball bestritt.

## Sportliche Laufbahn
Von 1959 an spielte Wolfgang Kube für die Betriebssportgemeinschaft (BSG) des Kalikombinats Werra Aktivist Kali Werra Tiefenort. Die BSG spielte zu diesem Zeitpunkt in der drittklassigen II. DDR-Liga. Als diese Spielklasse 1963 aufgelöst wurde, wurde Kali Werra in die nun drittklassige Bezirksliga Suhl eingegliedert. 1965 wurde Kube mit der Mannschaft Bezirkspokalsieger, danach 1966, 1967 und 1968 Bezirksmeister. Nach zwei gescheiterten Aufstiegsrunden gelang der BSG Aktivist 1968 der Aufstieg in die zweitklassige DDR-Liga.
Bereits in seiner ersten Zweitligasaison wurde Kube 1968/69 mit elf Treffern, die er als Mittelfeldspieler in 22 der 30 ausgetragenen Ligaspielen erzielt hatte, Torschützenkönig der Kaliwerker. In den Spielzeiten 1969/70 und 1970/71 bestritt er, von da an in der Abwehr eingesetzt, jeweils alle 30 Punktspiele. Bis 1973 blieb er bei Kali Werra Stammspieler, kam als Verteidiger aber nur noch auf sieben weitere Tore. Nach der Saison 1972/73 musste die BSG Aktivist in die Bezirksliga absteigen. Als die BSG 1974 wieder in die DDR-Liga zurückgekehrt war, gehörte Kube nicht mehr zum Ligakader, sodass es bei 117 DDR-Liga-Spielen in fünf Spielzeiten blieb.